# Itoku
Itoku (懿徳天皇, Itoku Tennō; 553 a.C. – 477 a.C.) è stato il quarto imperatore del Giappone.
Nessuna data certa può essere ricondotta al suo regno e lui stesso viene indicato dagli storici come uno degli imperatori leggendari. Nel Kojiki e nel Nihonshoki sono registrati solo il suo nome e la sua genealogia. Si crede generalmente alla sua esistenza storica che viene tuttavia negata da recenti studi. Il suo nome significa letteralmente "virtù benigna".